# Locmaria-Grand-Champ
Locmaria-Grand-Champ (in bretone: Lokmaria-Gregam) è un comune francese di 1 270 abitanti situato nel dipartimento del Morbihan nella regione della Bretagna.
Il territorio comunale è bagnato dal fiume Auray.

## Società

### Evoluzione demografica
Abitanti censiti